# Mesoleptus auxiliarius
Mesoleptus auxiliarius là một loài tò vò trong họ Ichneumonidae.